# Івиця Бржич
Івиця Бржич (сербохорв. Ivan Brzić, 28 травня 1941, Новий Сад — 2 червня 2014, Новий Сад) — югославський футболіст, що грав на позиції півзахисника. По завершенні ігрової кар'єри — тренер.
Виступав, зокрема, за клуб «Воєводина», а також національну збірну Югославії.
Чемпіон Югославії. Триразовий чемпіон Перу (як тренер).

## Клубна кар'єра
У дорослому футболі дебютував 1961 року виступами за команду «Новий Сад», у якій провів три сезони, взявши участь у 66 матчах чемпіонату. 
Протягом 1964 року захищав кольори клубу «Желєзнічар».
Своєю грою за останню команду привернув увагу представників тренерського штабу клубу «Воєводина», до складу якого приєднався 1965 року. Відіграв за команду з Нового Сада наступні сім сезонів своєї ігрової кар'єри. Більшість часу, проведеного у складі «Воєводини», був основним гравцем команди. За цей час виборов титул чемпіона Югославії.
Протягом 1972—1974 років захищав кольори клубу «Леобен».
Завершив ігрову кар'єру у команді «ВОЕСТ Лінц», за яку виступав протягом 1974—1977 років.

## Виступи за збірну
У 1966 році дебютував в офіційних матчах у складі національної збірної Югославії.
У складі збірної був учасником чемпіонату Європи 1968 року в Італії, де разом з командою здобув «срібло».
Загалом протягом кар'єри в національній команді, яка тривала 1 рік, провів у її формі 1 матч.

## Кар'єра тренера
Розпочав тренерську кар'єру відразу ж по завершенні кар'єри гравця, 1977 року, очоливши тренерський штаб клубу «ВОЕСТ Лінц».
У 1978 році став головним тренером команди «Воєводина», тренував команду з Нового Сада один рік.
Згодом протягом 1986–1987 років очолював тренерський штаб клубу «Осасуна».
У 1987 році знову прийняв пропозицію попрацювати у клубі «Воєводина». Залишив команду з Нового Сада 1988 року.
Протягом одного року, починаючи з 1988, був головним тренером команди «Мальорка».
У 1990 році запрошений керівництвом клубу «Воєводина» очолити його команду, з якою пропрацював до 1991 року.
З 1991 і по 1993 рік очолював тренерський штаб команди «Універсітаріо де Депортес».
У 1994 році став головним тренером команди «Альянса Ліма», тренував команду з Ліми один рік.
Згодом протягом 1995–1996 років очолював тренерський штаб клубу «Реал Ов'єдо».
У 1997 році прийняв пропозицію попрацювати у клубі «Універсітаріо де Депортес». Залишив команду з Ліми того ж року.
У 2001 році працював головним тренером команди «Альянса Ліма».
Протягом тренерської кар'єри також очолював команди «Рад», «Блумінг», «Еркулес» та «Спорт Бойз».
Останнім місцем тренерської роботи був клуб «Воєводина», головним тренером команди якого Івиця Бржич був з 2007 по 2008 рік.
Помер 2 червня 2014 року на 74-му році життя у місті Новий Сад.

## Титули і досягнення

### Як гравця
- Чемпіон Югославії (1):

«Воєводина»: 1965-1966

### Як тренера
- Чемпіон Перу (3):

«Універсітаріо де Депортес»: 1992, 1993
«Альянса Ліма»: 2001